# Anna Casagrande
Pour les articles homonymes, voir Casagrande.
Anna Casagrande (née le 26 juillet 1958 à Milan) est une cavalière italienne.

## Biographie
Anna Casagrande est membre de l'équipe olympique d'Italie de concours complet qui est médaillée d'argent aux Jeux olympiques d'été de 1980 à Moscou. Elle se classe septième du concours complet individuel. Elle dispute les deux épreuves sur le cheval Daleye.